# Only Time: The Collection
Only Time: The Collection là một box set của ca sĩ kiêm sáng tác nhạc người Ireland Enya, phát hành ngày 5 tháng 11 năm 2002 bởi Warner Music Group và Reprise Records. Đây là bộ sưu tập gồm bốn đĩa với 51 bài hát, trải dài từ album đầu tay Enya (1987) cho đến đĩa đơn năm 2002 "May It Be". Ngoài ra, box set còn kèm theo một tập sách 48 trang với phần ghi chú và lời bài hát được thực hiện bởi cộng tác viên lâu năm của nữ ca sĩ Roma Ryan.
Only Time: The Collection được phát hành giới hạn 200,000 bản trên toàn thế giới, và đã bán được hơn 60,000 bản tại Hoa Kỳ. Việc lựa chọn bài hát cho bộ đĩa được thực hiện bởi Enya, Nicky Ryan và Roma.

## Danh sách bài hát

### Đĩa 1
| STT              | Nhan đề                                          | Album            | Thời lượng |
| ---------------- | ------------------------------------------------ | ---------------- | ---------- |
| 1.               | "Watermark"                                      | Watermark        | 2:24       |
| 2.               | "Exile"                                          | Watermark        | 4:20       |
| 3.               | "Aldebaran"                                      | Enya             | 3:05       |
| 4.               | "March of the Celts"                             | Enya             | 3:15       |
| 5.               | "Boadicea"                                       | Enya             | 3:28       |
| 6.               | "The Sun in the Stream"                          | Enya             | 2:54       |
| 7.               | "On Your Shore"                                  | Watermark        | 3:59       |
| 8.               | "Cursum Perficio"                                | Watermark        | 4:06       |
| 9.               | "Storms in Africa" (phiên bản gốc tiếng Ireland) | Watermark        | 4:03       |
| 10.              | "The Celts"                                      | Enya             | 2:56       |
| 11.              | "Miss Clare Remembers"                           | Watermark        | 1:59       |
| 12.              | "I Want Tomorrow"                                | Enya             | 4:00       |
| Tổng thời lượng: | Tổng thời lượng:                                 | Tổng thời lượng: | 40:29      |

### Đĩa 2
| STT              | Nhan đề                                | Album            | Thời lượng |
| ---------------- | -------------------------------------- | ---------------- | ---------- |
| 1.               | "Orinoco Flow"                         | Watermark        | 4:25       |
| 2.               | "Ebudæ"                                | Shepherd Moons   | 1:53       |
| 3.               | "River"                                | Watermark        | 3:10       |
| 4.               | "The Longships"                        | Watermark        | 3:36       |
| 5.               | "Na Laetha Geal M'óige"                | Watermark        | 3:54       |
| 6.               | "Book of Days" (lời tiếng Anh/Ireland) | Shepherd Moons   | 2:55       |
| 7.               | "Shepherd Moons"                       | Shepherd Moons   | 3:42       |
| 8.               | "Caribbean Blue"                       | Shepherd Moons   | 3:56       |
| 9.               | "Evacuee"                              | Shepherd Moons   | 3:49       |
| 10.              | "Evening Falls..."                     | Watermark        | 3:46       |
| 11.              | "Lothlórien"                           | Shepherd Moons   | 2:06       |
| 12.              | "Marble Halls"                         | Shepherd Moons   | 3:51       |
| Tổng thời lượng: | Tổng thời lượng:                       | Tổng thời lượng: | 41:03      |

### Đĩa 3
| STT              | Nhan đề                        | Album               | Thời lượng |
| ---------------- | ------------------------------ | ------------------- | ---------- |
| 1.               | "Afer Ventus[a]"               | Shepherd Moons      | 4:06       |
| 2.               | "No Holly for Miss Quinn"      | Shepherd Moons      | 2:40       |
| 3.               | "The Memory of Trees"          | The Memory of Trees | 4:18       |
| 4.               | "Anywhere Is"                  | The Memory of Trees | 3:58       |
| 5.               | "Athair Ar Neamh"              | The Memory of Trees | 3:39       |
| 6.               | "China Roses"                  | The Memory of Trees | 4:47       |
| 7.               | "How Can I Keep from Singing?" | Shepherd Moons      | 4:22       |
| 8.               | "Hope Has a Place"             | The Memory of Trees | 4:44       |
| 9.               | "Tea-House Moon"               | The Memory of Trees | 2:41       |
| 10.              | "Pax Deorum"                   | The Memory of Trees | 4:58       |
| 11.              | "Eclipse"                      | A Box of Dreams     | 1:33       |
| 12.              | "Isobella"                     | A Day Without Rain  | 4:27       |
| Tổng thời lượng: | Tổng thời lượng:               | Tổng thời lượng:    | 46:13      |

### Đĩa 4
| STT              | Nhan đề                                  | Album                                             | Thời lượng |
| ---------------- | ---------------------------------------- | ------------------------------------------------- | ---------- |
| 1.               | "Only Time"                              | A Day Without Rain                                | 3:38       |
| 2.               | "A Day Without Rain"                     | A Day Without Rain                                | 2:38       |
| 3.               | "Song of the Sandman (Lullaby)"          | Themes from Calmi Cuori Appassionati              | 3:40       |
| 4.               | "Willows on the Water"                   | A Box of Dreams                                   | 3:00       |
| 5.               | "Wild Child"                             | A Day Without Rain                                | 3:47       |
| 6.               | "Flora's Secret"                         | A Day Without Rain                                | 4:05       |
| 7.               | "Fallen Embers"                          | A Day Without Rain                                | 2:29       |
| 8.               | "Tempus Vernum"                          | A Day Without Rain                                | 2:24       |
| 9.               | "Deora Ar Mo Chroí"                      | A Day Without Rain                                | 2:48       |
| 10.              | "One by One"                             | A Day Without Rain                                | 3:53       |
| 11.              | "The First of Autumn"                    | A Day Without Rain                                | 3:08       |
| 12.              | "Lazy Days"                              | A Day Without Rain                                | 3:43       |
| 13.              | "May It Be" (bản đĩa đơn)                | The Lord of the Rings: The Fellowship of the Ring | 3:30       |
| 14.              | "Oíche Chiúin (Silent Night)"            | 6 Tracks / The Christmas EP                       | 3:45       |
| 15.              | "Oíche Chiúin (Silent Night)" (video[b]) |                                                   | 3:45       |
| Tổng thời lượng: | Tổng thời lượng:                         | Tổng thời lượng:                                  | 50:13      |

Ghi chú
- ^[a]  Viết sai thành "After Ventus" trong danh sách bài hát
- ^[b]  Được cung cấp bởi BBC Television

## Xếp hạng

### Xếp hạng tuần
| Bảng xếp hạng (2003)               | Vị trí cao nhất |
| ---------------------------------- | --------------- |
| Album Hà Lan (Dutch Album Top 100) | 37              |
| Album Đức (Offizielle Top 100)     | 93              |

## Lịch sử phát hành
| Khu vực | Ngày             | Định dạng | Hãng đĩa | Ct.   |
| ------- | ---------------- | --------- | -------- | ----- |
| Hoa Kỳ  | 5 tháng 11, 2002 | CD        | Reprise  | [ 4 ] |
| Châu Âu | 2 tháng 12, 2002 | CD        | WEA      | [ 5 ] |